# 현대HT
현대HT 주식회사는 서울특별시 영등포구에 본사를 둔 스마트 홈/보안 솔루션 기업이다.